# Liste der größten Städte in Bayern
Die Liste der größten Städte in Bayern enthält die Städte und Gemeinden im Freistaat Bayern mit mehr als 20.000 Einwohnern (Stand: 31. Dezember 2024). Städte mit mindestens 100.000 Einwohnern gelten statistisch als Großstädte.

## Liste
| Rang | Stadt/Gemeinde            | Status   | Landkreis                 | Regierungsbezirk | Planungsregion        | Einwohnerzahl |
| ---- | ------------------------- | -------- | ------------------------- | ---------------- | --------------------- | ------------- |
| 1.   | München                   | Stadt    | kreisfrei                 | Oberbayern*      | München               | 1.505.005     |
| 2.   | Nürnberg                  | Stadt    | kreisfrei                 | Mittelfranken    | Nürnberg              | 529.508       |
| 3.   | Augsburg                  | Stadt    | kreisfrei                 | Schwaben*        | Augsburg              | 301.105       |
| 4.   | Regensburg                | Stadt    | kreisfrei                 | Oberpfalz*       | Regensburg            | 151.389       |
| 5.   | Ingolstadt                | Stadt    | kreisfrei                 | Oberbayern       | Ingolstadt            | 141.185       |
| 6.   | Würzburg                  | Stadt    | kreisfrei                 | Unterfranken*    | Würzburg              | 133.258       |
| 7.   | Fürth                     | Stadt    | kreisfrei                 | Mittelfranken    | Nürnberg              | 132.036       |
| 8.   | Erlangen                  | Stadt    | kreisfrei                 | Mittelfranken    | Nürnberg              | 115.928       |
| 9.   | Bamberg                   | Stadt    | kreisfrei                 | Oberfranken      | Oberfranken-West      | 77.150        |
| 10.  | Aschaffenburg             | Stadt    | kreisfrei                 | Unterfranken     | Bayerischer Untermain | 73.091        |
| 11.  | Bayreuth                  | Stadt    | kreisfrei                 | Oberfranken*     | Oberfranken-Ost       | 72.940        |
| 12.  | Landshut                  | Stadt    | kreisfrei                 | Niederbayern*    | Landshut              | 71.863        |
| 13.  | Kempten (Allgäu)          | Stadt    | kreisfrei                 | Schwaben         | Allgäu                | 67.645        |
| 14.  | Rosenheim                 | Stadt    | kreisfrei                 | Oberbayern       | Südostoberbayern      | 65.274        |
| 15.  | Neu-Ulm                   | Stadt    | Neu-Ulm                   | Schwaben         | Donau-Iller           | 62.641        |
| 16.  | Schweinfurt               | Stadt    | kreisfrei                 | Unterfranken     | Main-Rhön             | 54.481        |
| 17.  | Passau                    | Stadt    | kreisfrei                 | Niederbayern     | Donau-Wald            | 53.039        |
| 18.  | Straubing                 | Stadt    | kreisfrei                 | Niederbayern     | Donau-Wald            | 49.002        |
| 19.  | Freising                  | Stadt    | Freising                  | Oberbayern       | München               | 48.928        |
| 20.  | Dachau                    | Stadt    | Dachau                    | Oberbayern       | München               | 47.138        |
| 21.  | Hof                       | Stadt    | kreisfrei                 | Oberfranken      | Oberfranken-Ost       | 46.778        |
| 22.  | Kaufbeuren                | Stadt    | kreisfrei                 | Schwaben         | Allgäu                | 46.193        |
| 23.  | Memmingen                 | Stadt    | kreisfrei                 | Schwaben         | Donau-Iller           | 44.192        |
| 24.  | Amberg                    | Stadt    | kreisfrei                 | Oberpfalz        | Oberpfalz-Nord        | 42.553        |
| 25.  | Weiden in der Oberpfalz   | Stadt    | kreisfrei                 | Oberpfalz        | Oberpfalz-Nord        | 42.444        |
| 26.  | Neumarkt in der Oberpfalz | Stadt    | Neumarkt in der Oberpfalz | Oberpfalz        | Regensburg            | 41.103        |
| 27.  | Coburg                    | Stadt    | kreisfrei                 | Oberfranken      | Oberfranken-West      | 41.064        |
| 28.  | Germering                 | Stadt    | Fürstenfeldbruck          | Oberbayern       | München               | 40.916        |
| 29.  | Schwabach                 | Stadt    | kreisfrei                 | Mittelfranken    | Nürnberg              | 40.835        |
| 30.  | Ansbach                   | Stadt    | kreisfrei                 | Mittelfranken*   | Westmittelfranken     | 40.742        |
| 31.  | Fürstenfeldbruck          | Stadt    | Fürstenfeldbruck          | Oberbayern       | München               | 37.420        |
| 32.  | Erding                    | Stadt    | Erding                    | Oberbayern       | München               | 37.171        |
| 33.  | Deggendorf                | Stadt    | Deggendorf                | Niederbayern     | Donau-Wald            | 35.044        |
| 34.  | Forchheim                 | Stadt    | Forchheim                 | Oberfranken      | Oberfranken-West      | 33.017        |
| 35.  | Neuburg an der Donau      | Stadt    | Neuburg-Schrobenhausen    | Oberbayern       | Ingolstadt            | 30.135        |
| 36.  | Friedberg                 | Stadt    | Aichach-Friedberg         | Schwaben         | Augsburg              | 29.953        |
| 37.  | Schwandorf                | Stadt    | Schwandorf                | Oberpfalz        | Oberpfalz-Nord        | 29.877        |
| 38.  | Landsberg am Lech         | Stadt    | Landsberg am Lech         | Oberbayern       | München               | 29.257        |
| 39.  | Unterschleißheim          | Stadt    | München                   | Oberbayern       | München               | 28.482        |
| 40.  | Garmisch-Partenkirchen    | Markt    | Garmisch-Partenkirchen    | Oberbayern       | Oberland              | 28.305        |
| 41.  | Königsbrunn               | Stadt    | Augsburg                  | Schwaben         | Augsburg              | 27.879        |
| 42.  | Olching                   | Stadt    | Fürstenfeldbruck          | Oberbayern       | München               | 27.310        |
| 43.  | Pfaffenhofen an der Ilm   | Stadt    | Pfaffenhofen an der Ilm   | Oberbayern       | Ingolstadt            | 26.996        |
| 44.  | Kulmbach                  | Stadt    | Kulmbach                  | Oberfranken      | Oberfranken-Ost       | 26.625        |
| 45.  | Unterhaching              | Gemeinde | München                   | Oberbayern       | München               | 26.507        |
| 46.  | Zirndorf                  | Stadt    | Fürth                     | Mittelfranken    | Nürnberg              | 26.243        |
| 47.  | Lauf an der Pegnitz       | Stadt    | Nürnberger Land           | Mittelfranken    | Nürnberg              | 26.106        |
| 48.  | Geretsried                | Stadt    | Bad Tölz-Wolfratshausen   | Oberbayern       | Oberland              | 25.997        |
| 49.  | Lindau (Bodensee)         | Stadt    | Lindau (Bodensee)         | Schwaben         | Allgäu                | 25.845        |
| 50.  | Waldkraiburg              | Stadt    | Mühldorf am Inn           | Oberbayern       | Südostoberbayern      | 25.737        |
| 51.  | Roth                      | Stadt    | Roth                      | Mittelfranken    | Nürnberg              | 25.458        |
| 52.  | Vaterstetten              | Gemeinde | Ebersberg                 | Oberbayern       | München               | 24.981        |
| 53.  | Starnberg                 | Stadt    | Starnberg                 | Oberbayern       | München               | 24.471        |
| 54.  | Herzogenaurach            | Stadt    | Erlangen-Höchstadt        | Mittelfranken    | Nürnberg              | 24.237        |
| 55.  | Senden                    | Stadt    | Neu-Ulm                   | Schwaben         | Donau-Iller           | 23.641        |
| 56.  | Gersthofen                | Stadt    | Augsburg                  | Schwaben         | Augsburg              | 23.427        |
| 57.  | Weilheim in Oberbayern    | Stadt    | Weilheim-Schongau         | Oberbayern       | Oberland              | 23.279        |
| 58.  | Bad Kissingen             | Stadt    | Bad Kissingen             | Unterfranken     | Main-Rhön             | 23.223        |
| 59.  | Kitzingen                 | Stadt    | Kitzingen                 | Unterfranken     | Würzburg              | 22.936        |
| 60.  | Neusäß                    | Stadt    | Augsburg                  | Schwaben         | Augsburg              | 22.904        |
| 61.  | Haar                      | Stadt    | München                   | Oberbayern       | München               | 22.878        |
| 62.  | Ottobrunn                 | Gemeinde | München                   | Oberbayern       | München               | 22.829        |
| 63.  | Mühldorf am Inn           | Stadt    | Mühldorf am Inn           | Oberbayern       | Südostoberbayern      | 22.503        |
| 64.  | Aichach                   | Stadt    | Aichach-Friedberg         | Schwaben         | Augsburg              | 22.015        |
| 65.  | Gauting                   | Gemeinde | Starnberg                 | Oberbayern       | München               | 21.860        |
| 66.  | Sonthofen                 | Stadt    | Oberallgäu                | Schwaben         | Allgäu                | 21.734        |
| 67.  | Günzburg                  | Stadt    | Günzburg                  | Schwaben         | Donau-Iller           | 21.423        |
| 68.  | Karlsfeld                 | Gemeinde | Dachau                    | Oberbayern       | München               | 21.403        |
| 69.  | Neufahrn bei Freising     | Gemeinde | Freising                  | Oberbayern       | München               | 21.061        |
| 70.  | Traunstein                | Stadt    | Traunstein                | Oberbayern       | Südostoberbayern      | 20.877        |
| 71.  | Puchheim                  | Stadt    | Fürstenfeldbruck          | Oberbayern       | München               | 20.858        |
| 72.  | Dingolfing                | Stadt    | Dingolfing-Landau         | Niederbayern     | Landshut              | 20.749        |
| 73.  | Lichtenfels               | Stadt    | Lichtenfels               | Oberfranken      | Oberfranken-West      | 20.488        |
| 74.  | Traunreut                 | Stadt    | Traunstein                | Oberbayern       | Südostoberbayern      | 20.379        |
| 75.  | Nördlingen                | Stadt    | Donau-Ries                | Schwaben         | Augsburg              | 20.352        |
| 76.  | Moosburg an der Isar      | Stadt    | Freising                  | Oberbayern       | München               | 20.012        |

 * Sitz der Bezirksregierung und der Bezirksverwaltung

Große Städte im Freistaat Bayern (Auswahl)
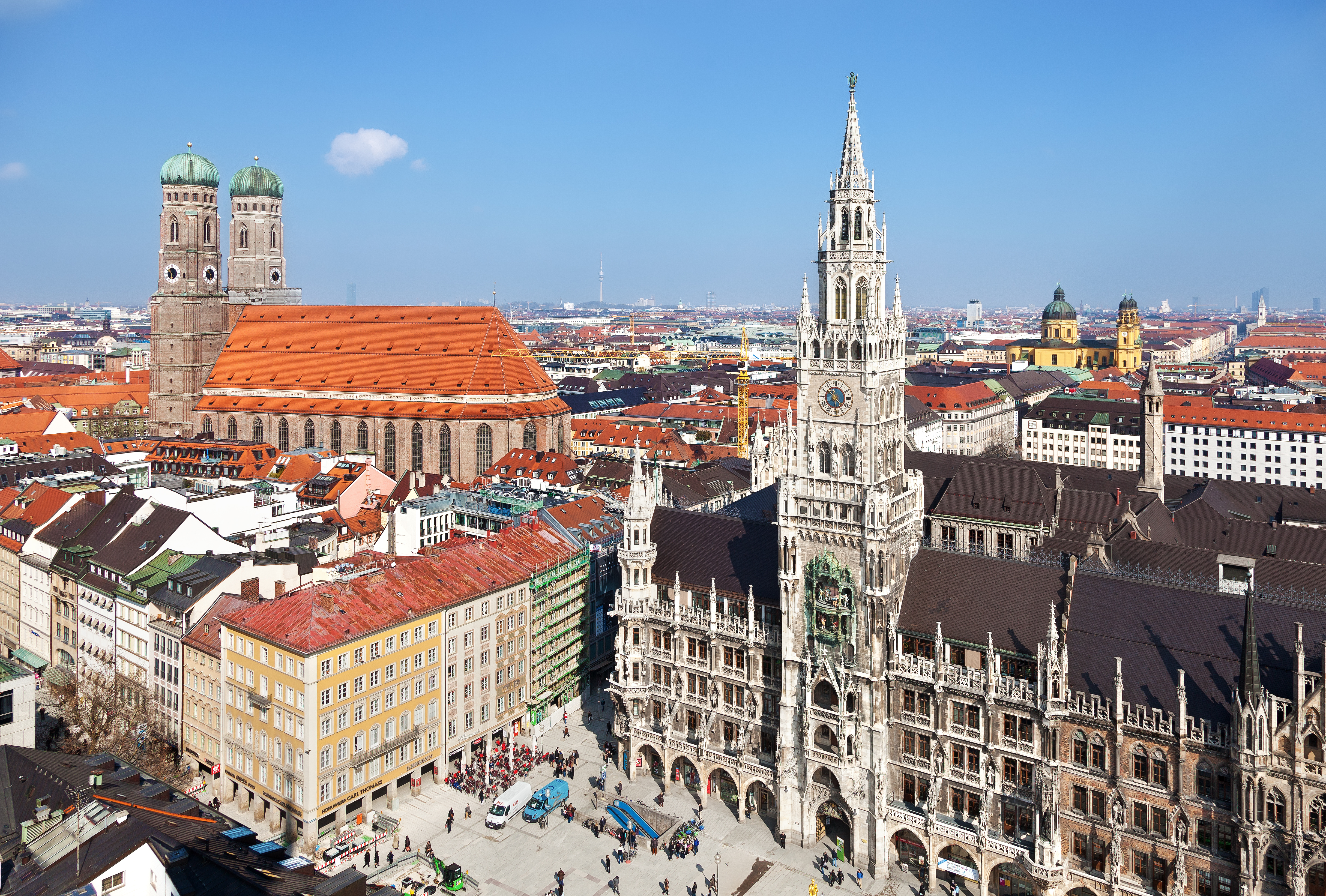
München
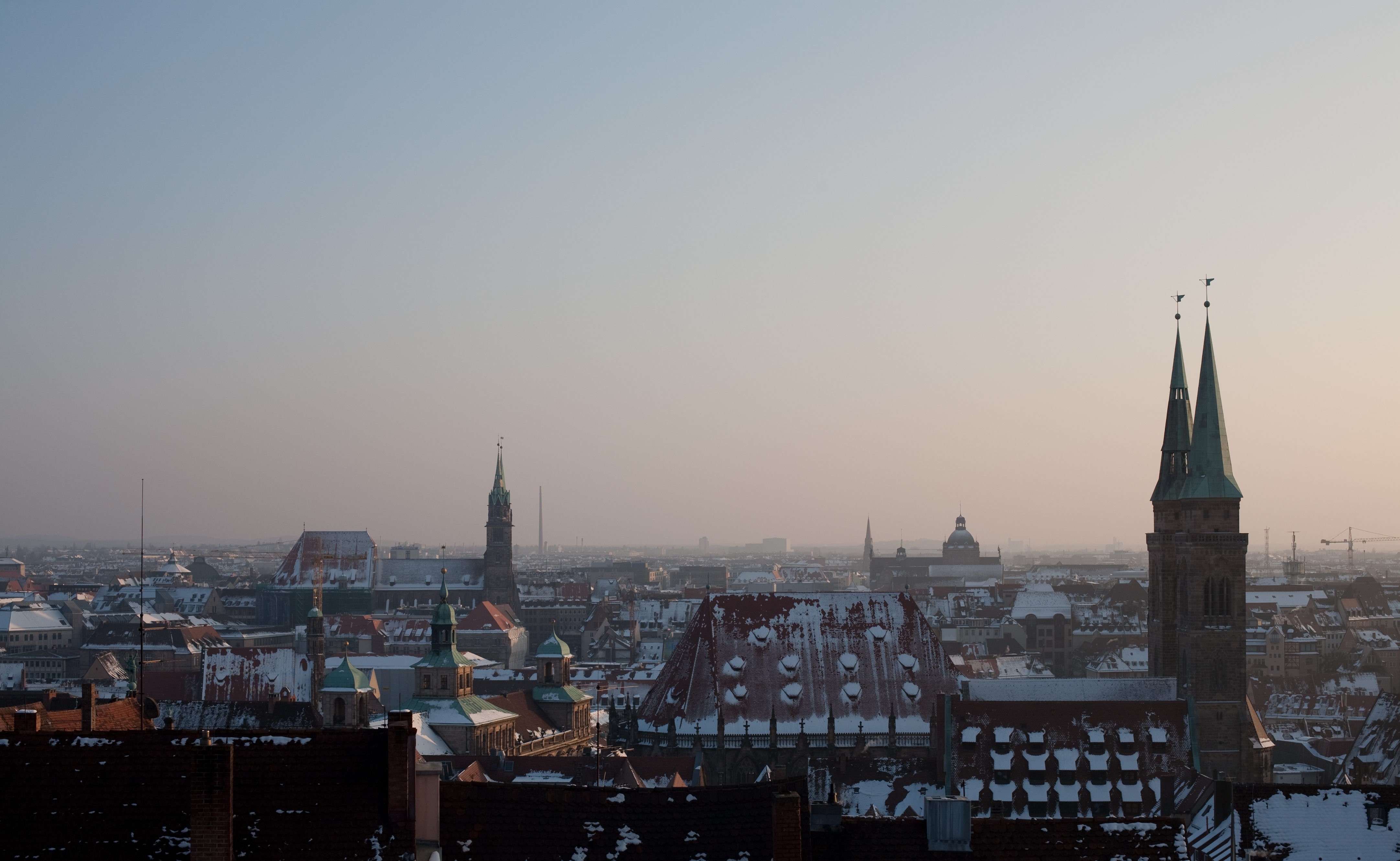
Nürnberg
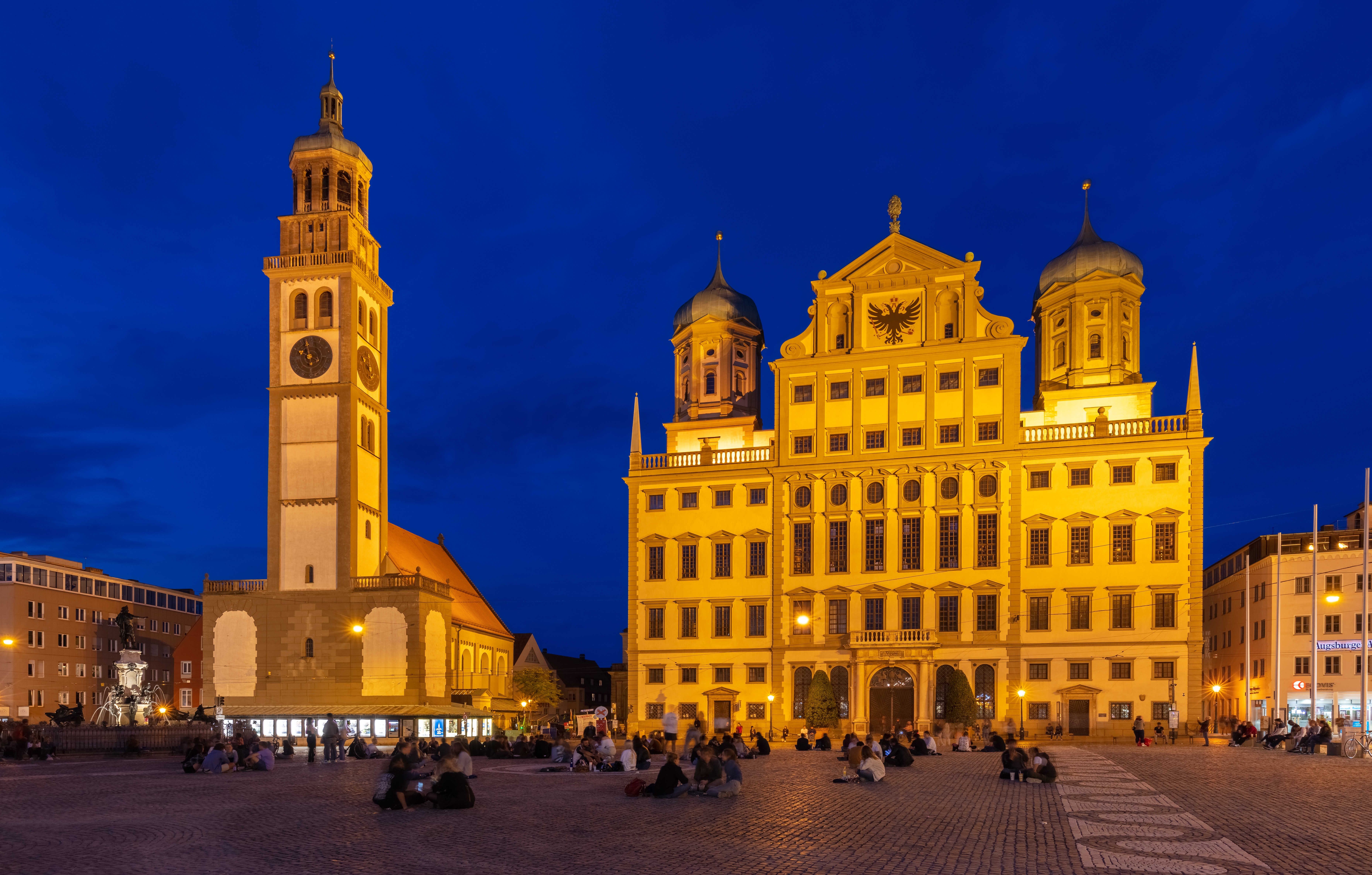
Augsburg
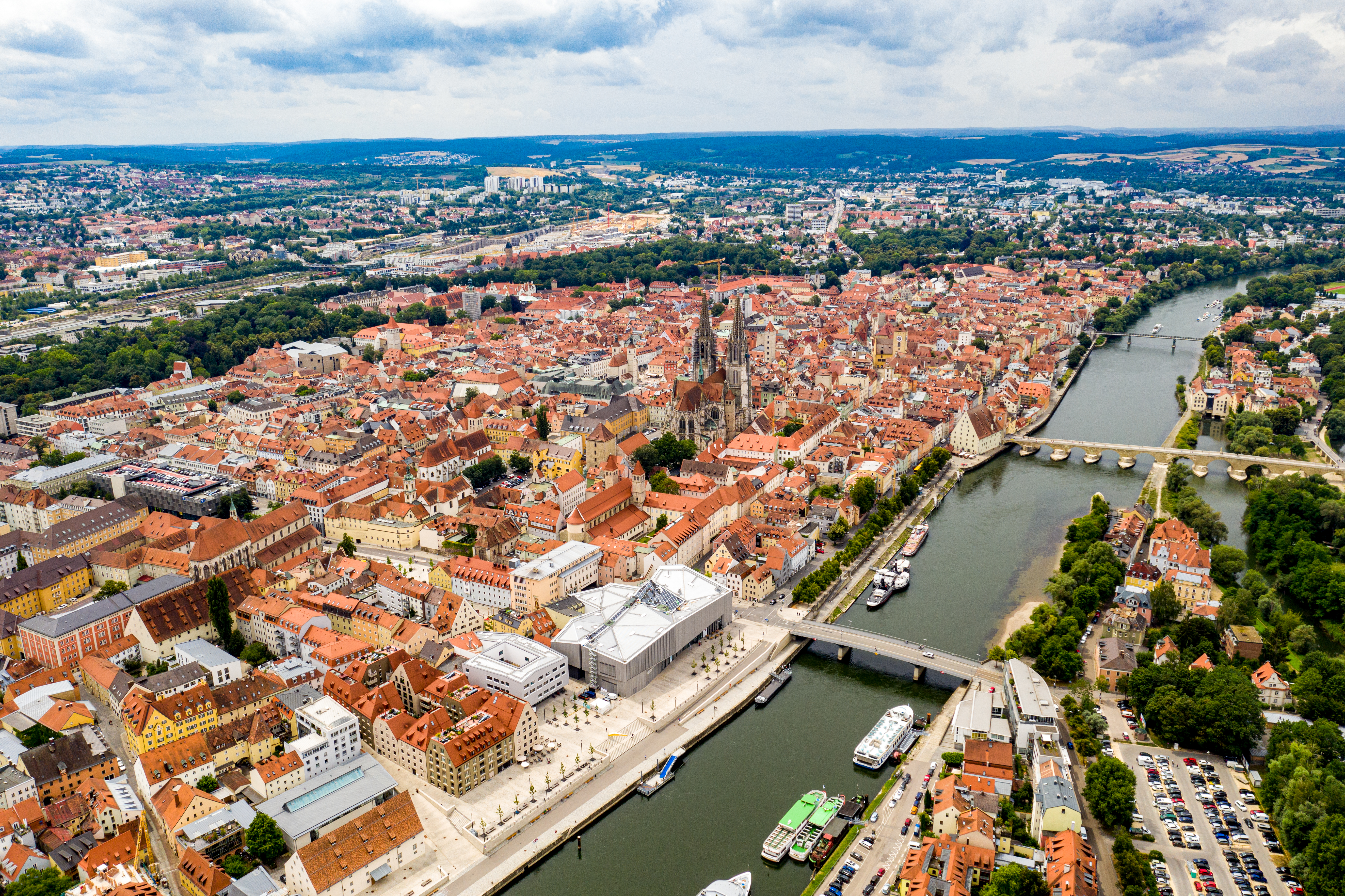
Regensburg
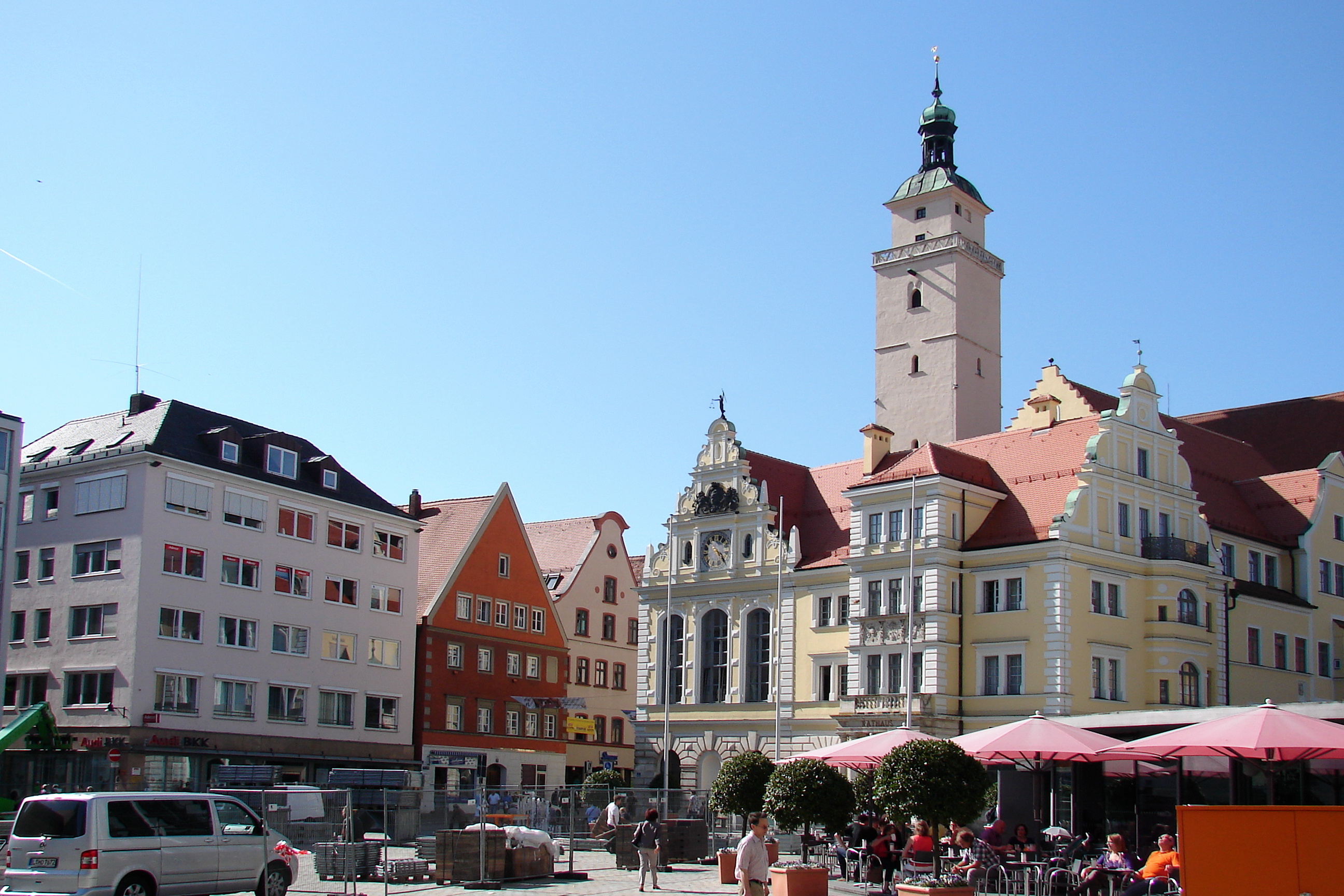
Ingolstadt
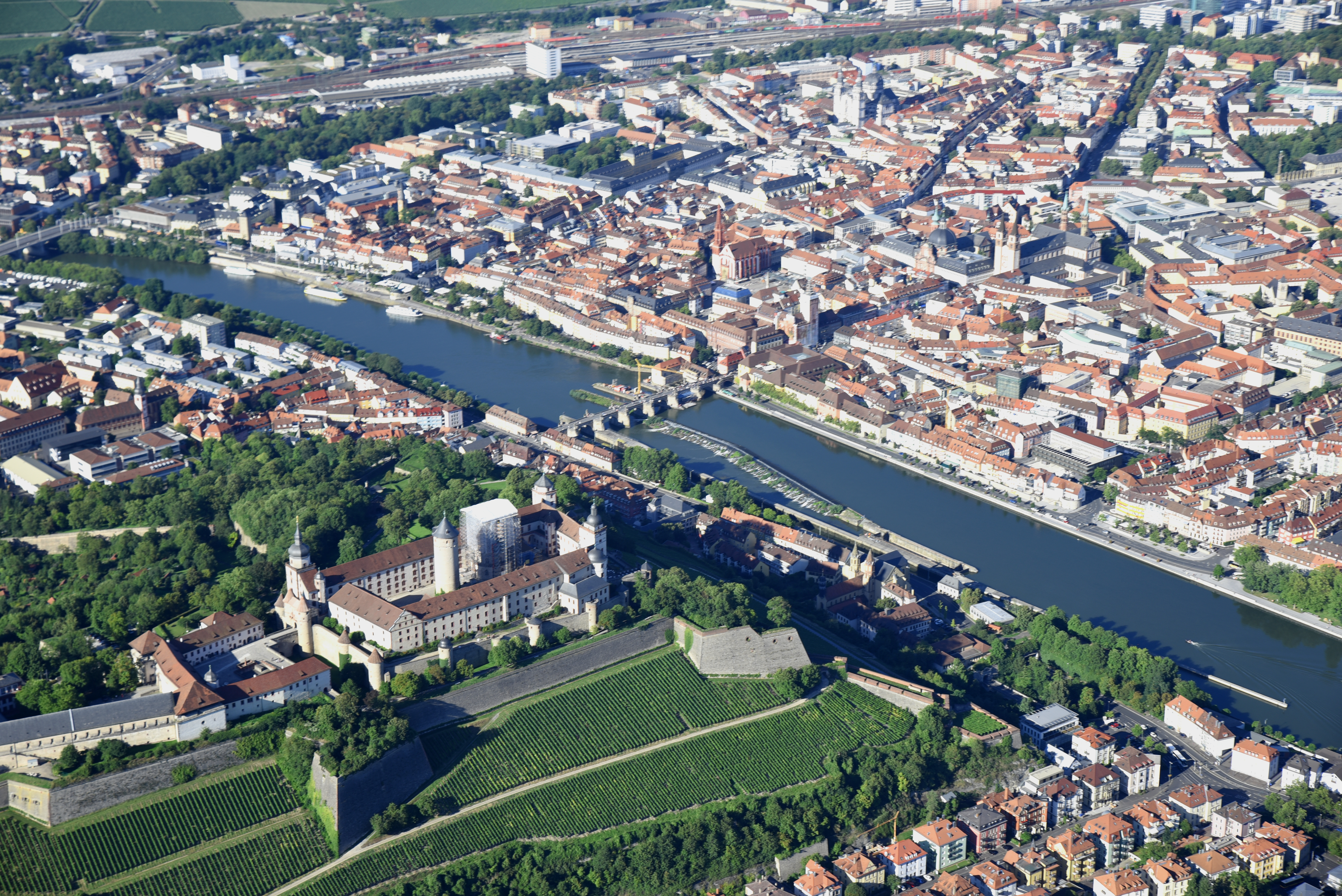
Würzburg
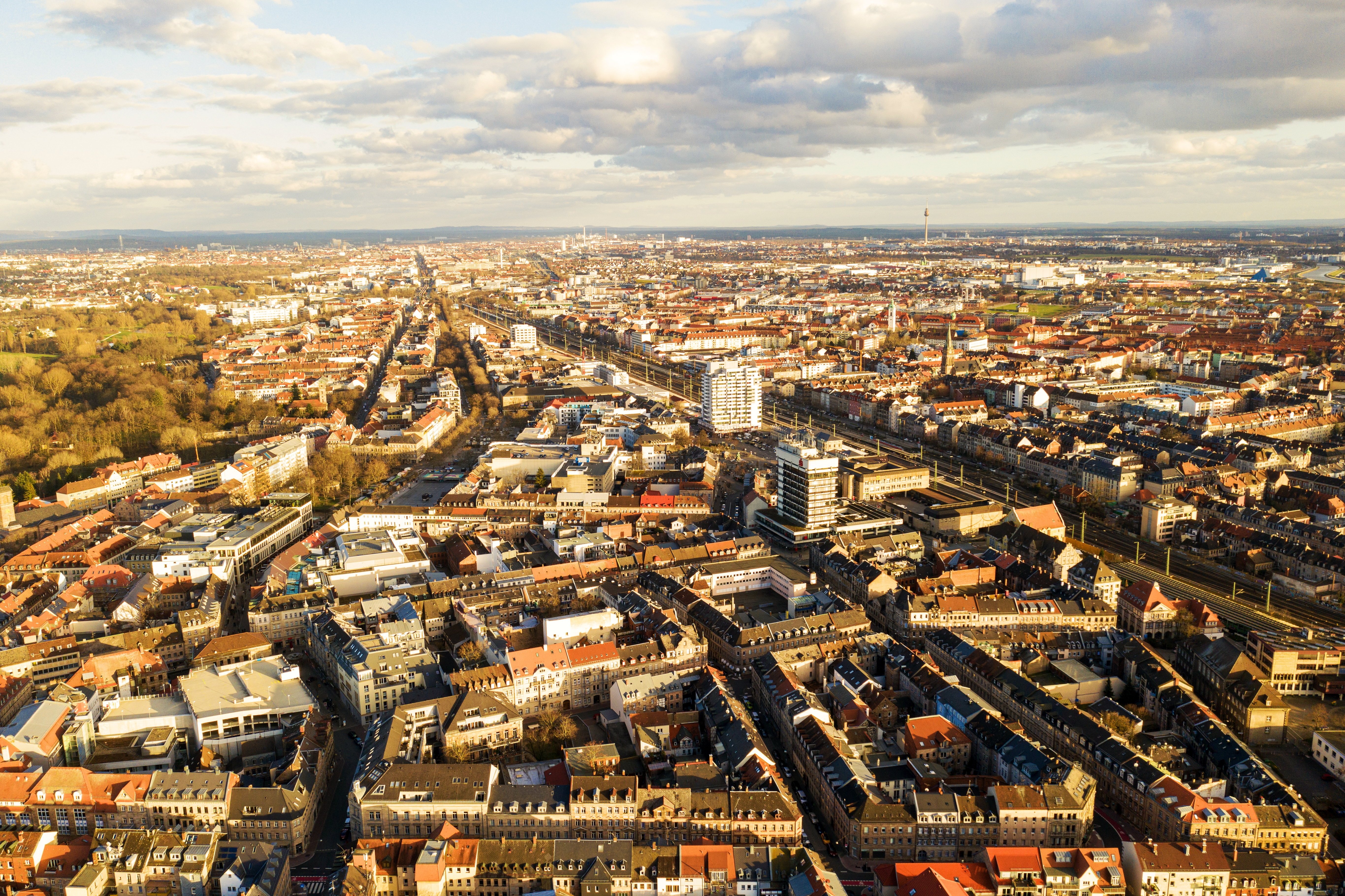
Fürth
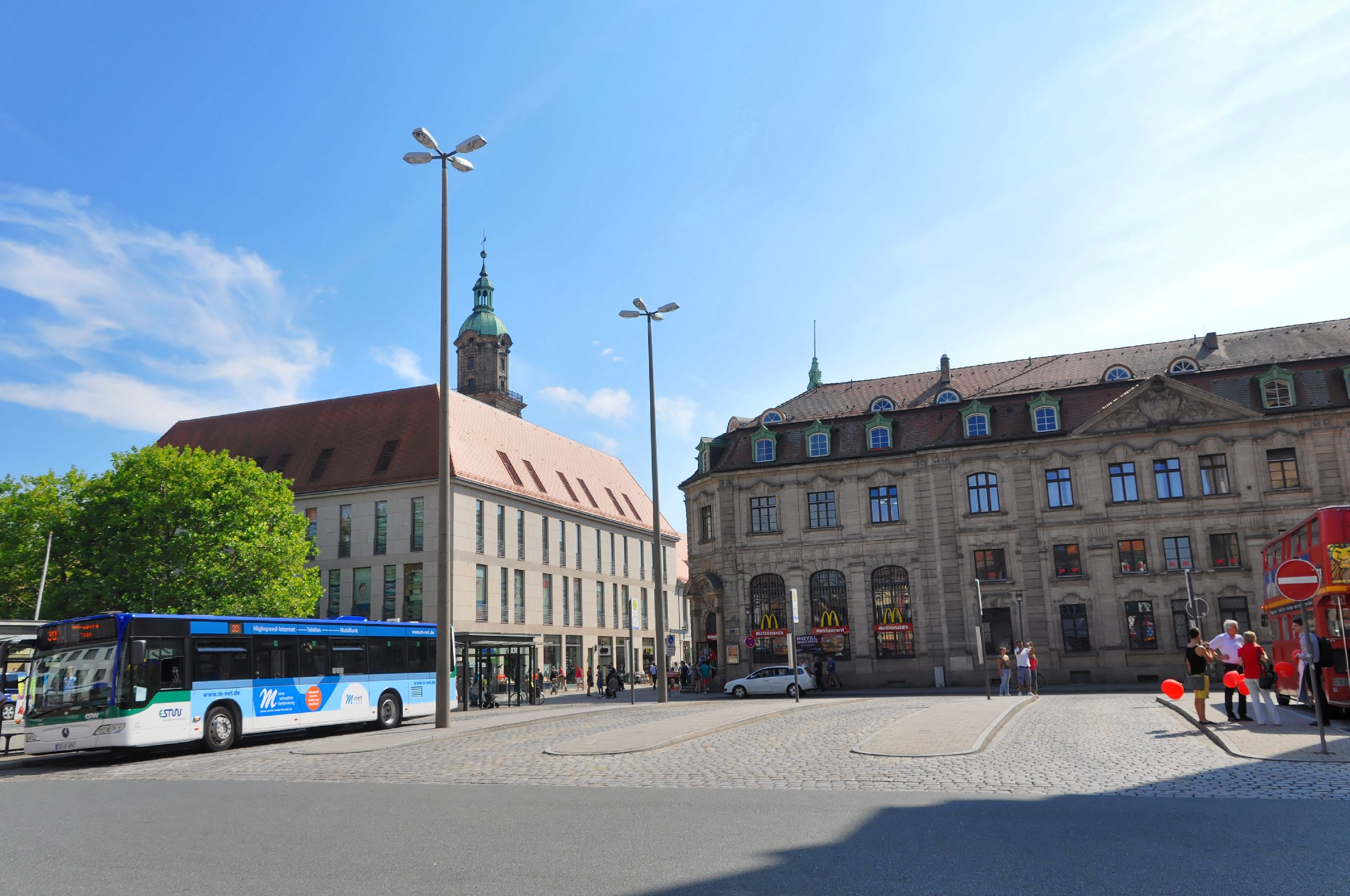
Erlangen
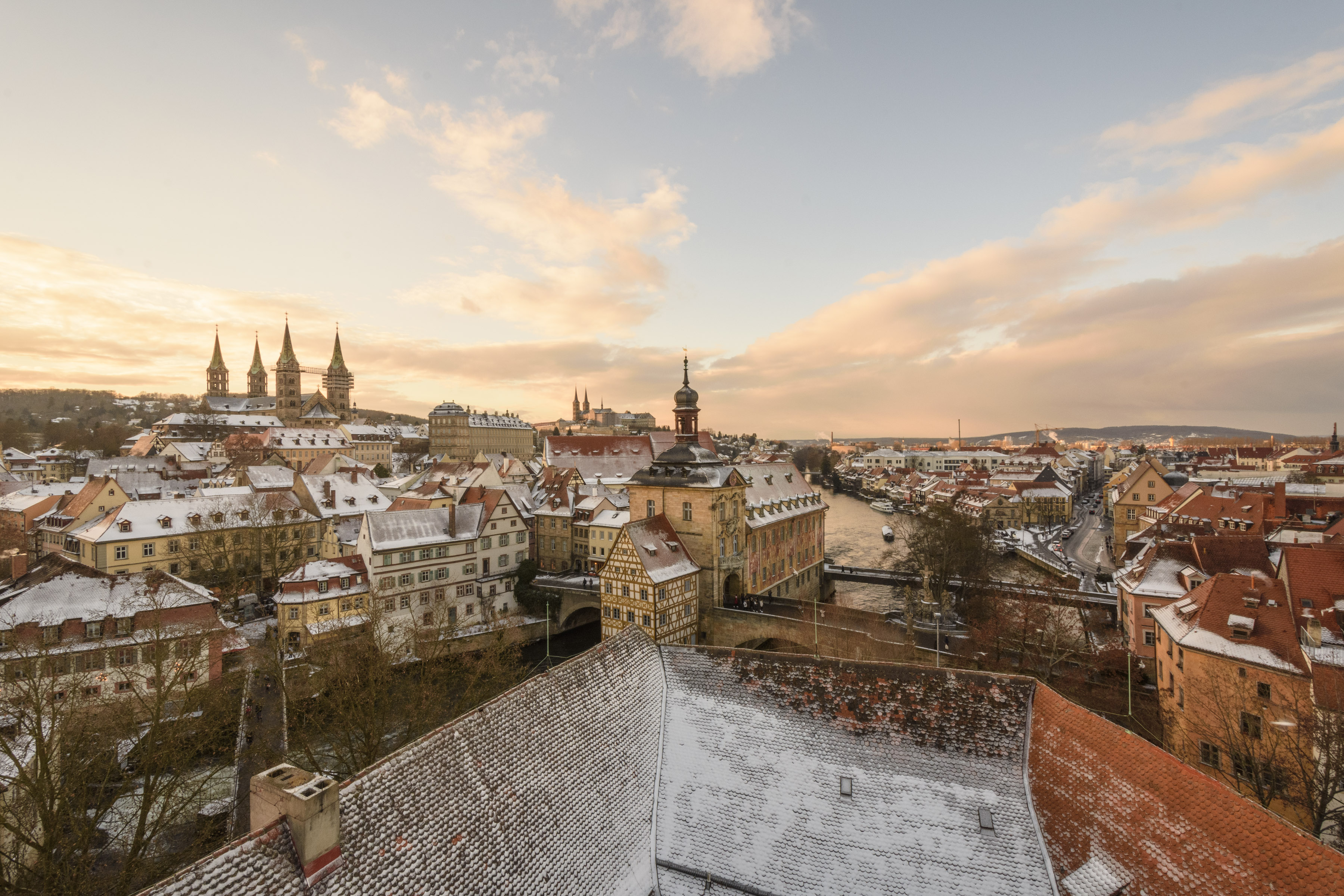
Bamberg
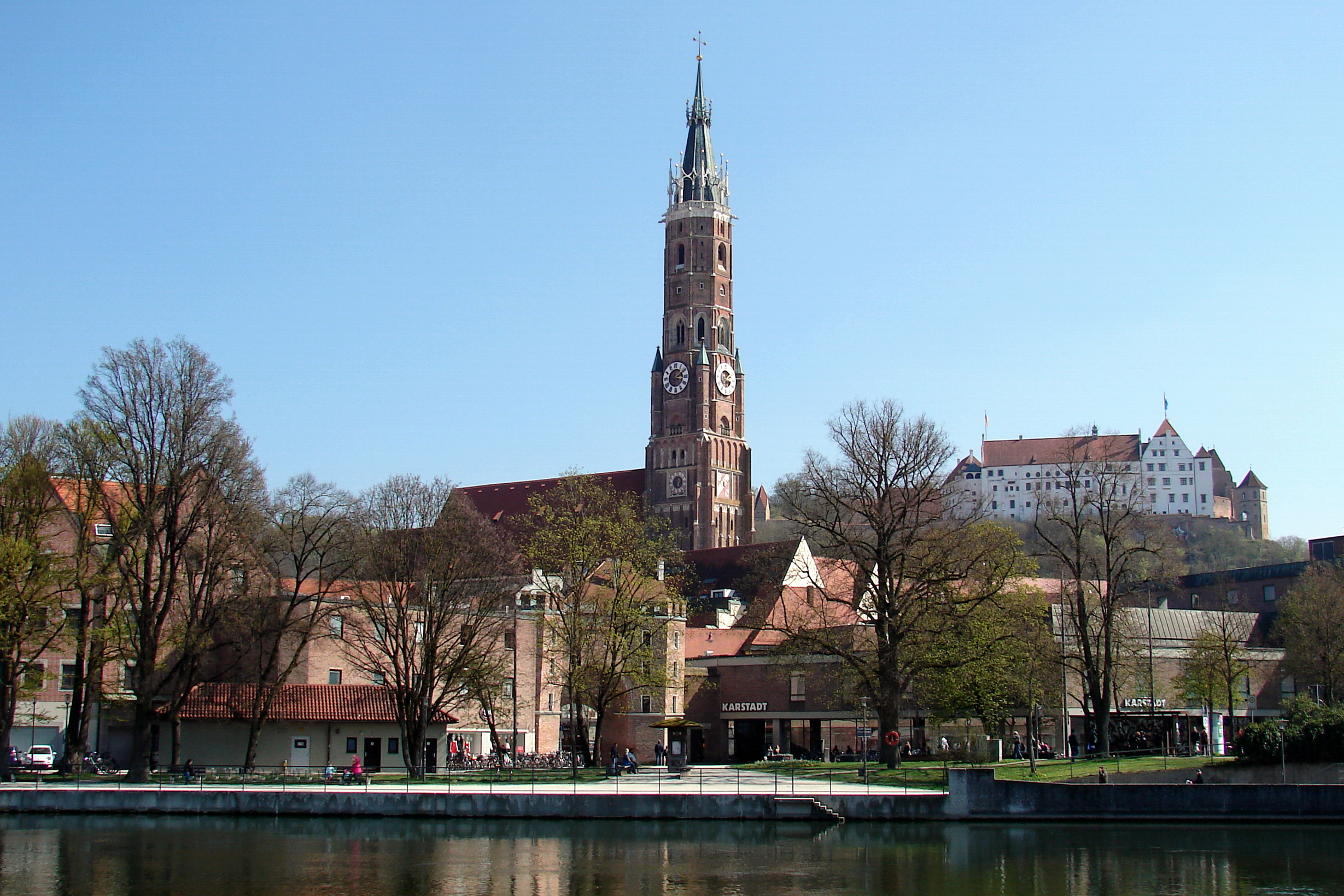
Landshut
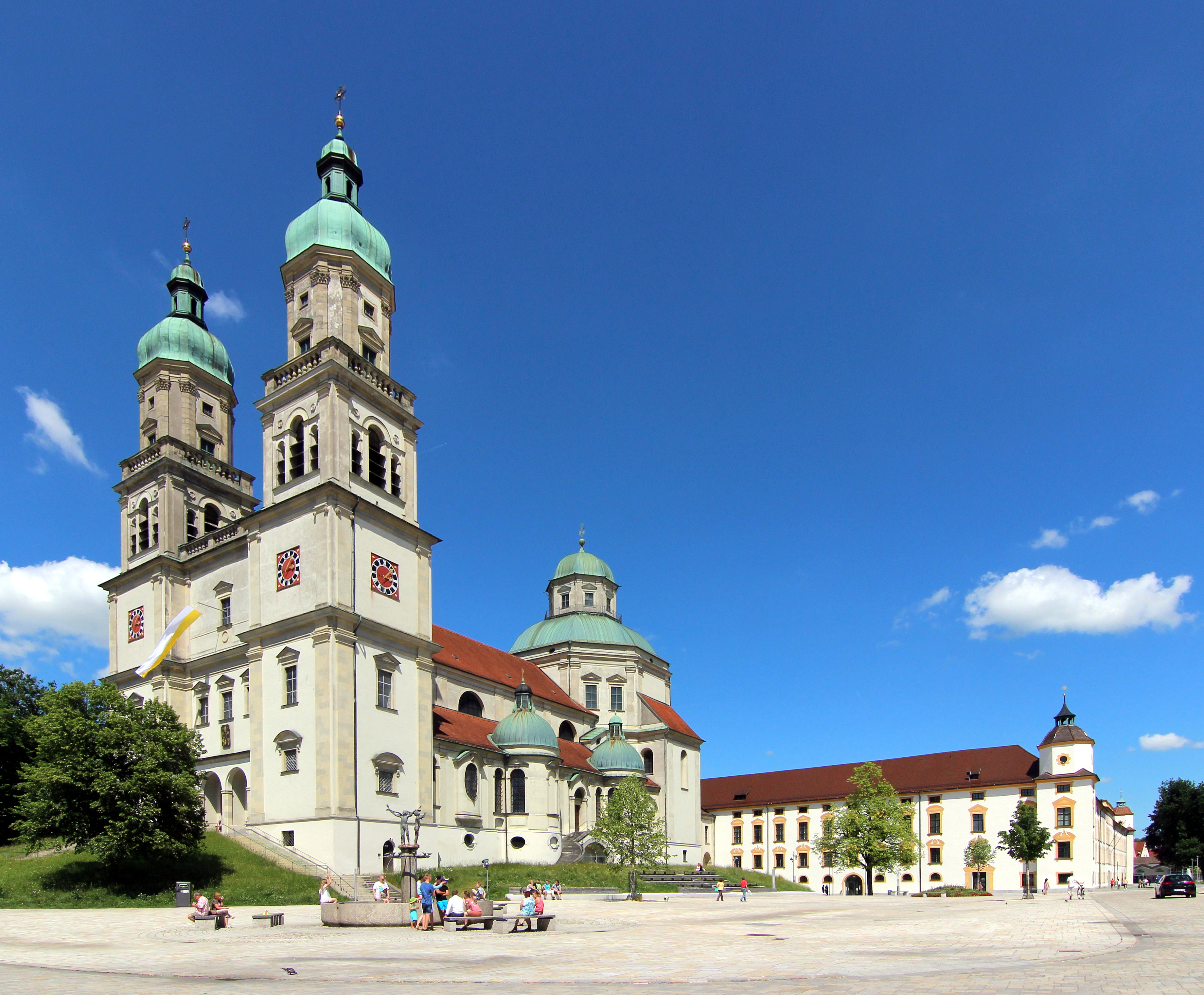
Kempten (Allgäu)
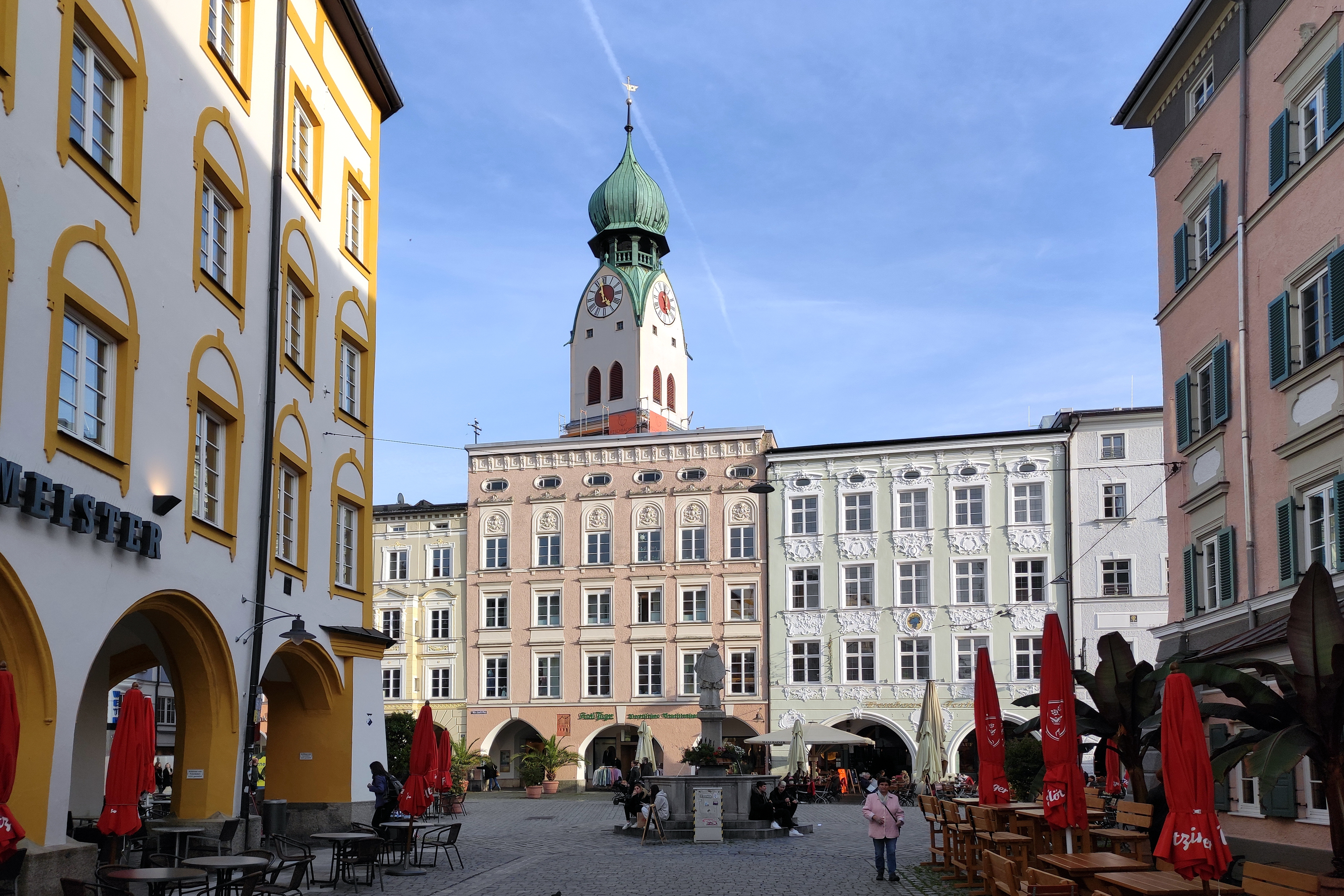
Rosenheim
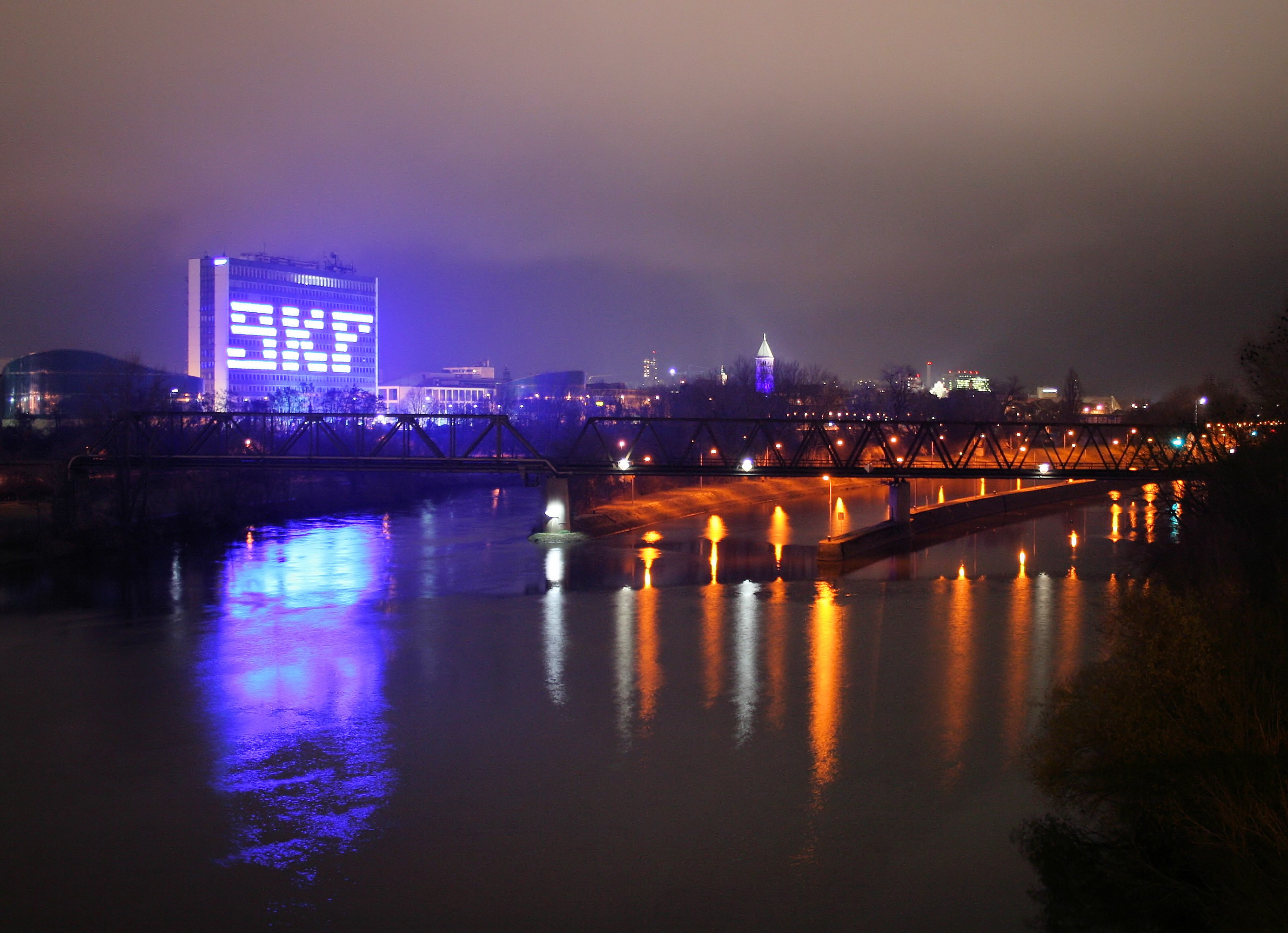
Schweinfurt
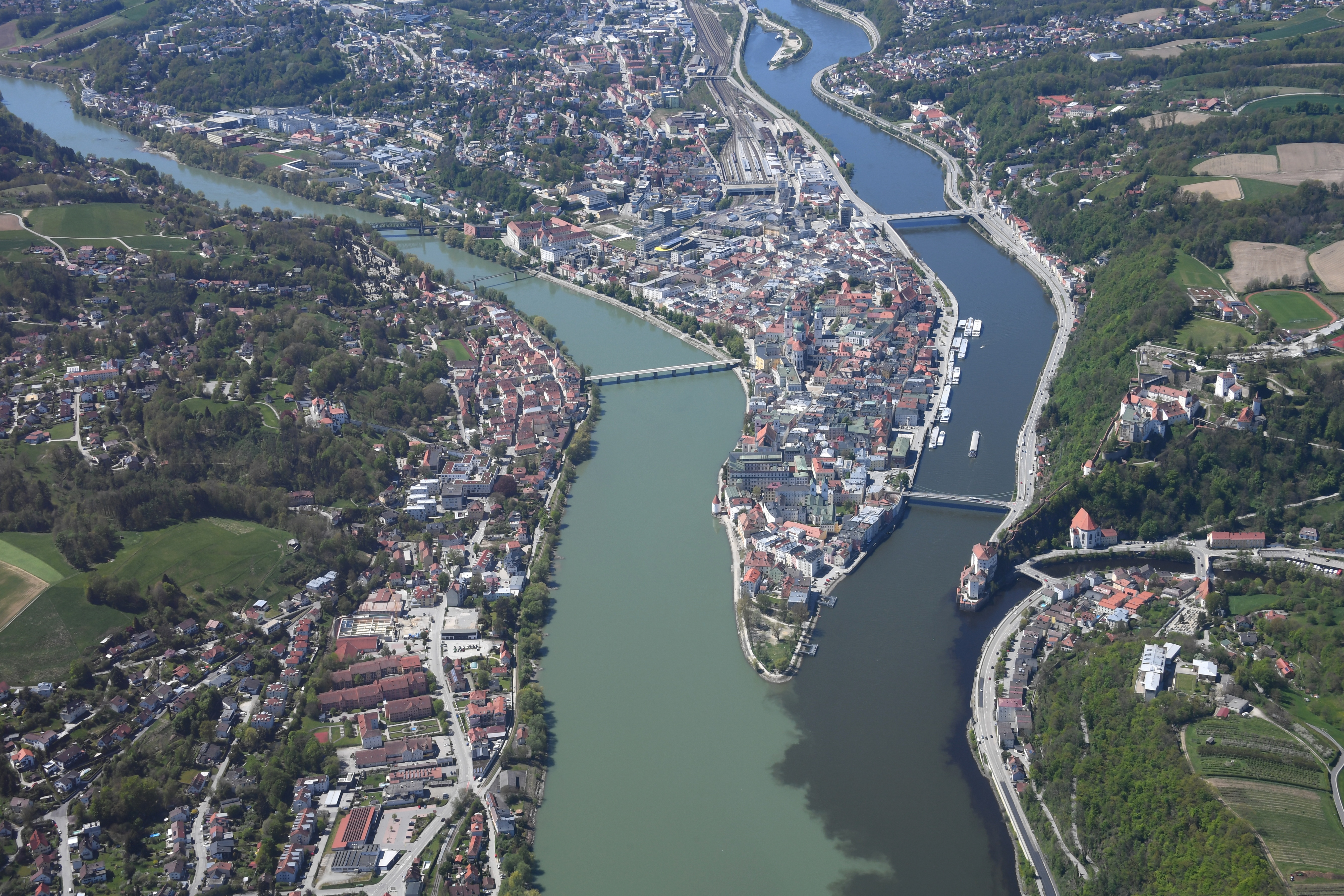
Passau
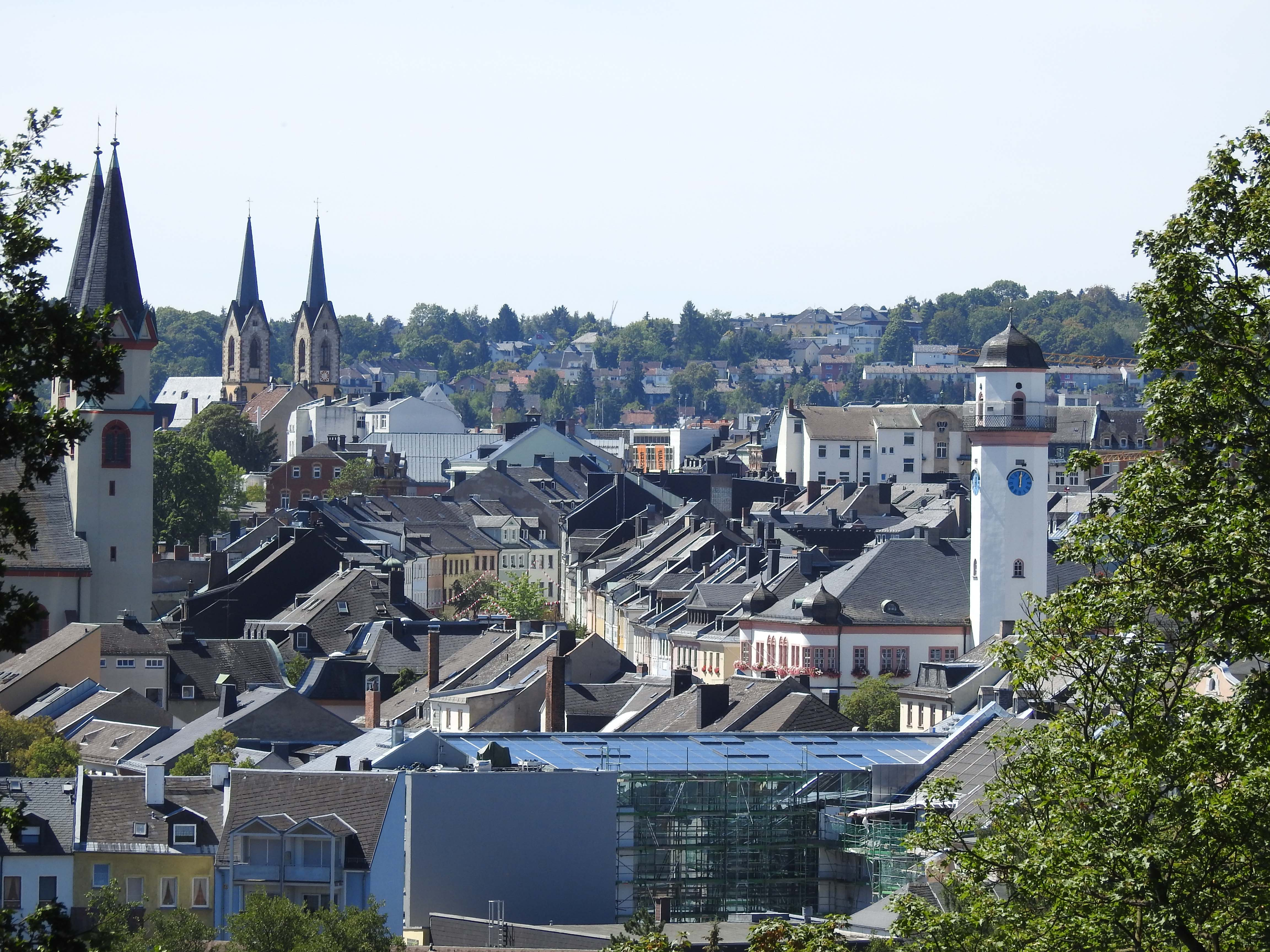
Hof
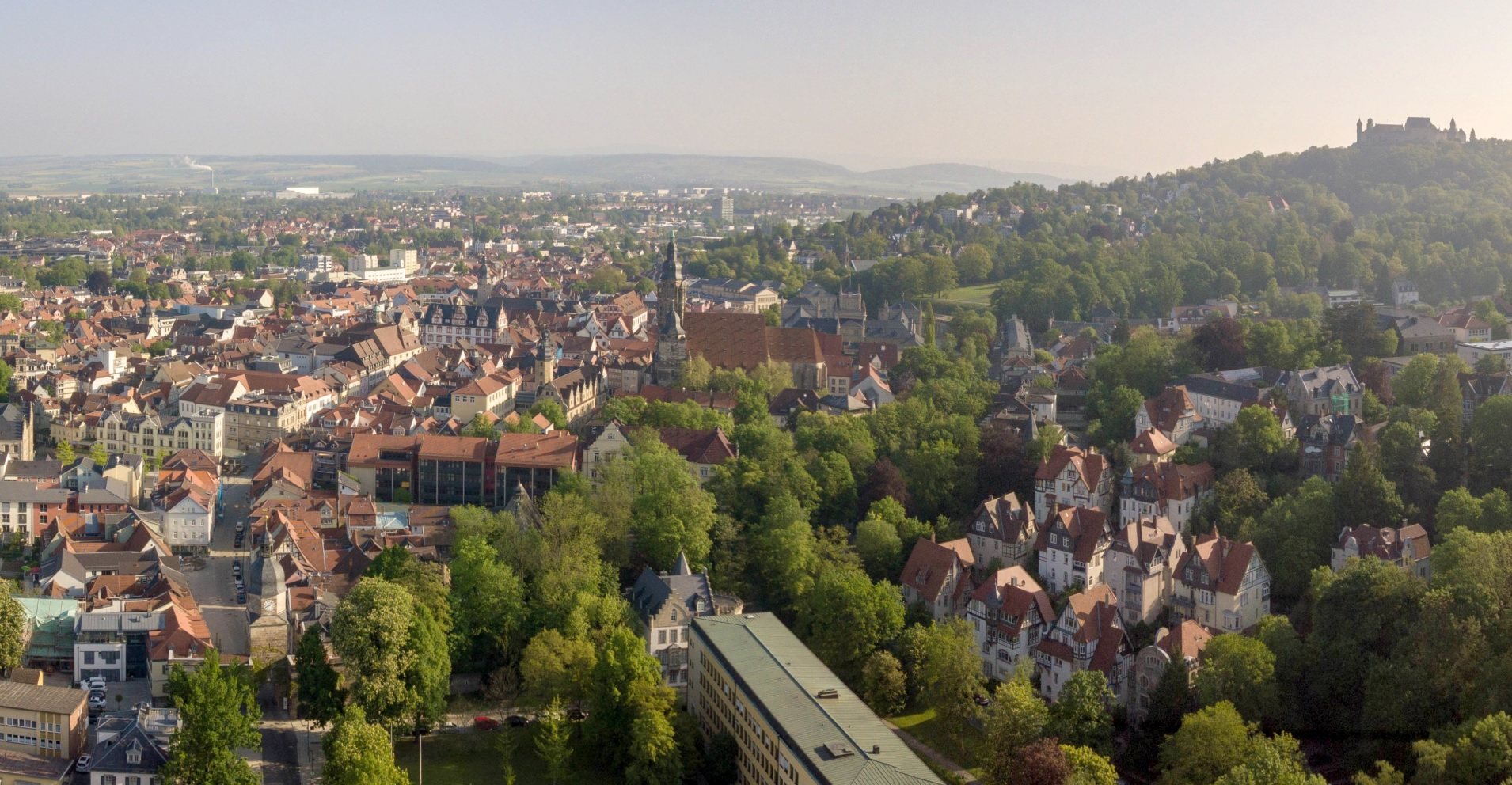
Coburg